# Göttingen (stad)
Göttingen (Nedersaksisch Chöttingen) is een oude universiteitsstad in het zuidoosten van de Duitse deelstaat Nedersaksen. De stad maakt deel uit van de Landkreis Göttingen, maar heeft tegelijkertijd de rechten die horen bij een kreisfreie Stadt.

## Geschiedenis
Göttingen bestaat al sinds de 10e eeuw (in 953 vermeld als Gutingi; in dit dorpje werd toen reeds een kerk gebouwd, op de locatie van de huidige St. Albanuskerk).  Van 915 tot 1387 lag nabij het (daarnaar genoemde) stadsdeel Grone de Pfalz Grona of Grone, waar keizer Hendrik de Heilige in 1024 overleed. Op de locatie van deze palts, een walburcht, staat een hieraan herinnerend gedenkteken, en iets lager de evangelisch-lutherse Vredeskerk van de Göttinger wijk Weststadt.  Een belangrijke, tot de Welfen behorende, heerser, die Göttingen als residentiestad had, was Albrecht II van Brunswijk, bijgenaamd de Dikke (der Feiste). Hij was van 1279-1318  hertog van het Vorstendom Brunswijk-Wolfenbüttel en van 1291-1318 hertog van het Vorstendom Göttingen. Tijdens de Middeleeuwen was het aan de Leine, waarvan het dal een belangrijke handelsroute was, gelegen Göttingen een Hanzestad. Van de 14e eeuw tot plm. 1600 (op kleinere schaal nog tot circa 1900) kende Göttingen belangrijke textielnijverheid. Men was gespecialiseerd in producten met wol als grondstof. In 1475 werden door de stad specialisten in deze nijverheid uit de Nederlanden, met name Vlaanderen, aangetrokken, die financieel ondersteund werden en in een eigen gilde ondergebracht. De nazaten van deze immigranten stonden in de vroege 16e eeuw meer open voor de Reformatie dan hun stadgenoten. De rond 1530 heersende hertog, Erik I van Brunswijk-Calenberg-Göttingen, was katholiek gezind, zijn echtgenote was echter luthers geworden. Toen de hertog in 1540 overleed, stond zijn weduwe, die voor haar zoontje Erik II regentes was, aan de reformator Antonius Corvinus toe, de lutherse kerkleer tot de officieel in Göttingen geldige te maken. Hierna raakte Göttingen verwikkeld in talrijke, grotendeels als godsdienstoorlog te beschouwen, militaire conflicten. Met name de Dertigjarige Oorlog (1618-1648) was voor Göttingen en omgeving rampzalig. Daar kwamen pestepidemieën in de jaren 1597, 1611 en 1626 bij. De handel in textielproducten kwam geheel tot stilstand. Tekenend voor deze eeuwen van achteruitgang en armoede was het bevolkingscijfer van Göttingen: voor het jaar 1400 wordt dit geschat op 6.000 personen; voor het jaar 1680 op minder dan 3.000.

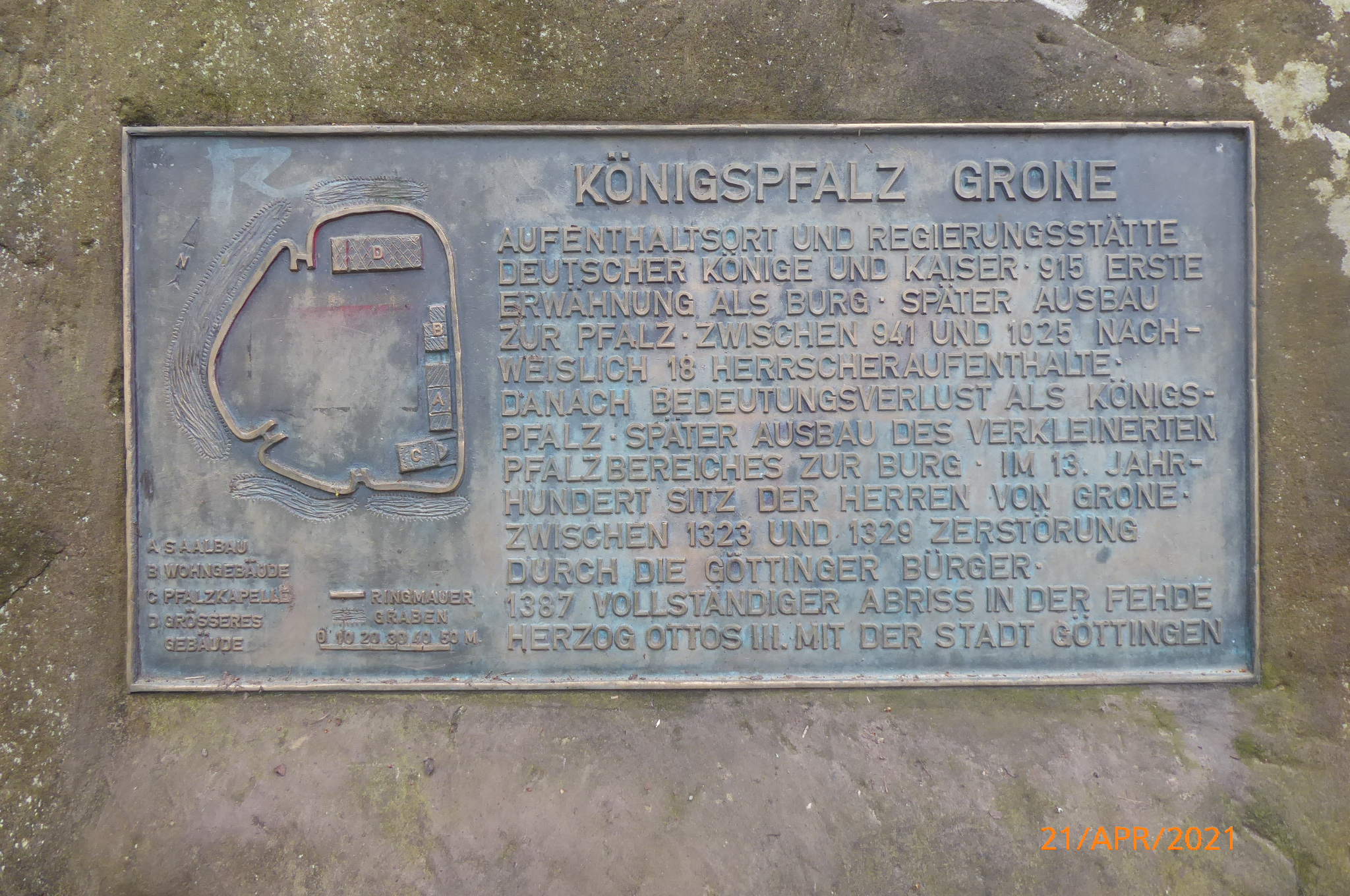
Gedenkplaquette Pfalz Grona
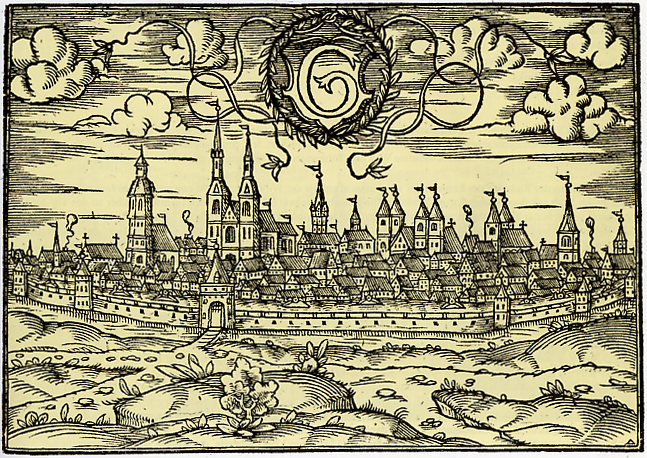
Göttingen (houtsnede, 1585)

Vanaf de 18e eeuw is Göttingen en haar universiteit bekend als een voedingsbodem voor intellectuelen. Onder andere de gebroeders Grimm waren hoogleraar aan de universiteit van deze stad (gesticht in 1734).
In 1837 deed zich aan de Göttinger universiteit het incident voor van de Zeven van Göttingen. Koning Ernst August I van Hannover had zojuist bij Koninklijk Besluit de vrijheid van meningsuiting ernstig beperkt. Zeven hoogleraren van de universiteit van Göttingen publiceerden toen een scherp protest daartegen. De woedende koning liet ze alle zeven ontslaan. Drie van hen werden zelfs verbannen. De zeven hoogleraren werden al spoedig over geheel Duitsland als helden en martelaars beschouwd. De koning werd enkele jaren later gedwongen om zijn autoritaire grondwetswijziging terug te nemen.
Rond 1900 was deze universiteit hét centrum van de theoretische natuurkunde en wiskunde in de wereld. Tal van beroemde geleerden waren eraan verbonden of hebben er gestudeerd. Een kleine greep: Carl Friedrich Gauss, Bernhard Riemann, Niels Bohr, David Hilbert, Wilhelm Hillebrand, Max Planck, Grete Hermann, Leó Szilárd, Edward Teller en Robert Oppenheimer. Toen de nazi's in 1933 aan joden verboden om les te geven of te studeren vertrokken velen van hen naar het buitenland. De universiteit is deze 'braindrain' nooit meer te boven gekomen.
In 1964 bezocht de beroemde Franse zangeres Barbara de stad voor een optreden in het bescheiden Junge Theater. De hartelijke ontvangst daar was voor Barbara aanleiding, een chanson Göttingen te componeren en gaan zingen. Het grote succes van dit nummer, waarvan Barbara  in 1967 tijdens een succesvol concert te Göttingen ook nog een Duitse versie zong, droeg wezenlijk bij aan de verbetering in de Frans-Duitse politieke betrekkingen. Barbara werd in 1988 door de stad Göttingen hiervoor met een stedelijke onderscheiding geëerd, en in Geismar werd in 2002 een straat naar haar genoemd.

## Ligging, verkeer, vervoer

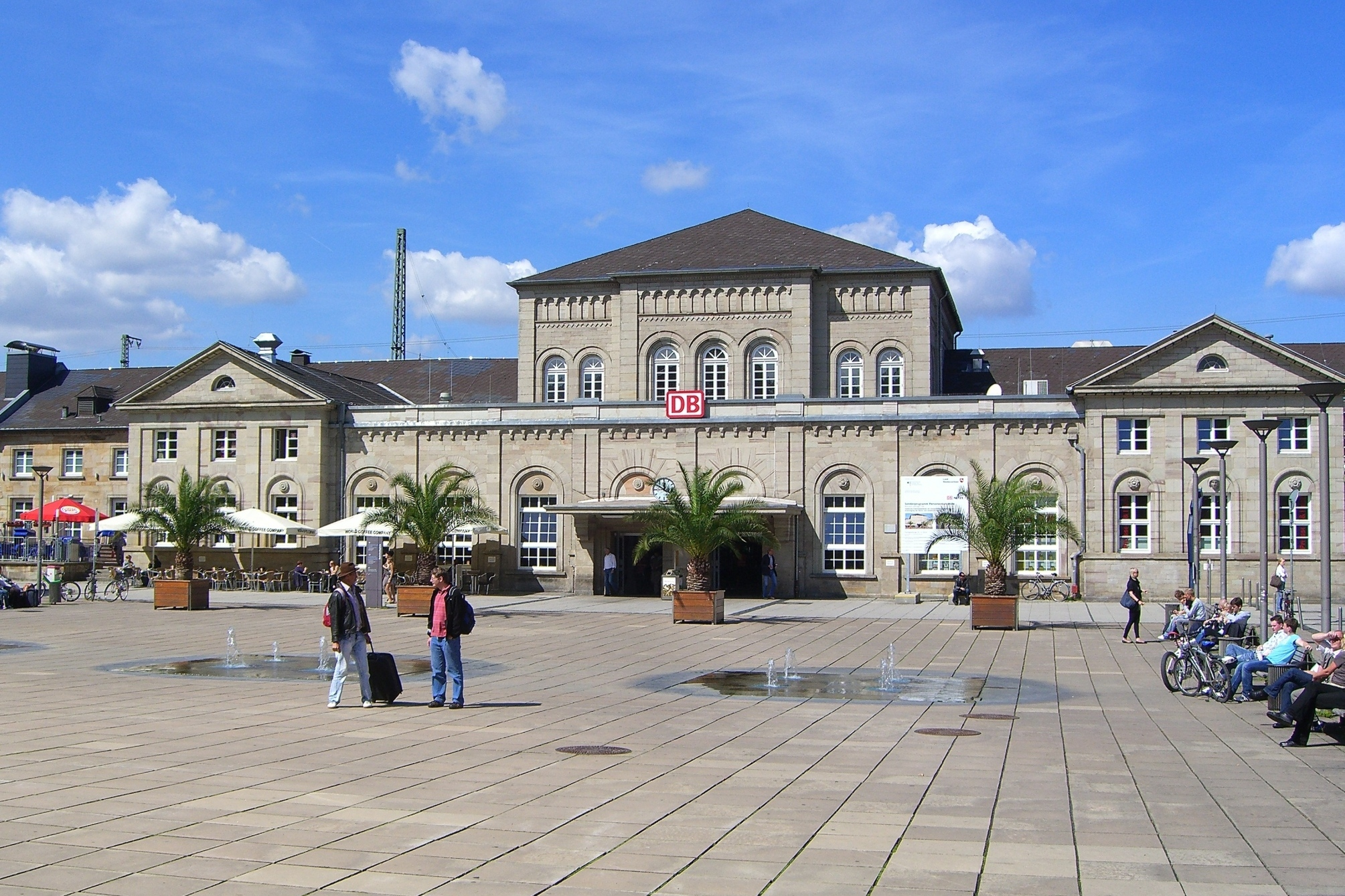
Station Göttingen

Göttingen ligt op 138-160 meter hoogte, in het zuidoosten van Nedersaksen aan de oostoever van de Leine, die hier van zuid naar noord door een slechts enkele kilometers breed dal stroomt. De Leine is niet voor vrachtschepen bevaarbaar. De stad ligt tussen tot het Leinebergland te rekenen heuvelruggen; ten westen van de stad zijn die op het gebied van de gemeente Göttingen maximaal 363, en aan de oostkant, in het Göttinger Stadtwald, maximaal 427 meter hoog.
Van noord naar zuid loopt, ten westen van de rivier, de Autobahn A7. De afritten 69 en 70 van deze snelweg leiden naar de stad toe. Parallel aan de rivier en de Autobahn, maar op de oostoever, lopen de Bundesstraße 27 zuidwaarts en de Bundesstraße 3 noordwaarts naar Northeim (22 km). In Northeim buigt de B 27 noordoostwaarts af naar Herzberg am Harz (38 km van centrum tot centrum), en de B 3 zuidwestwaarts naar Hannoversch Münden (29 km van centrum tot centrum).
Het in 1854 geopende Station Göttingen is een regionaal spoorwegknooppunt. Intercity-treinen verbinden Göttingen met veel grote Duitse steden.

## Delen van Göttingen

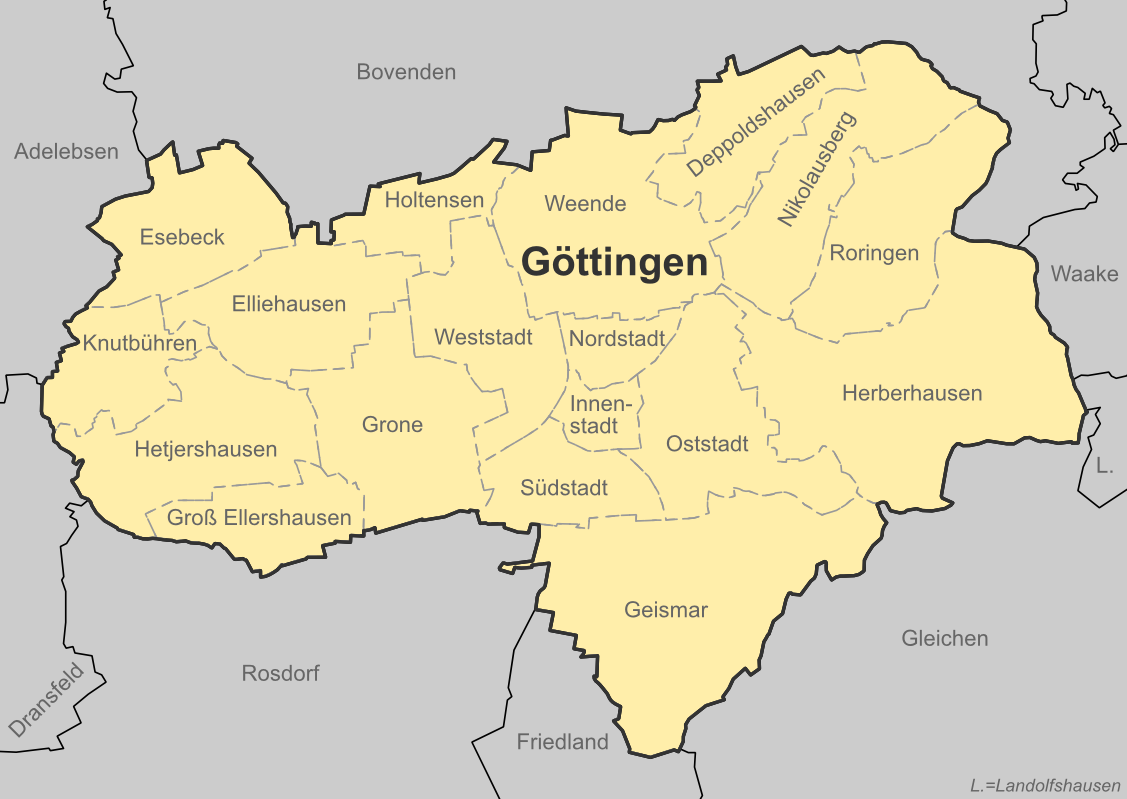
Stadsdelen van Göttingen

- Deppoldshausen
- Elliehausen
- Esebeck
- Geismar
- Grone
- Groß Ellershausen
- Herberhausen
- Hetjershausen
- Holtensen
- Innenstadt
- Knutbühren
- Nikolausberg
- Nordstadt
- Oststadt
- Roringen
- Südstadt
- Weende
- Weststadt

## Economie

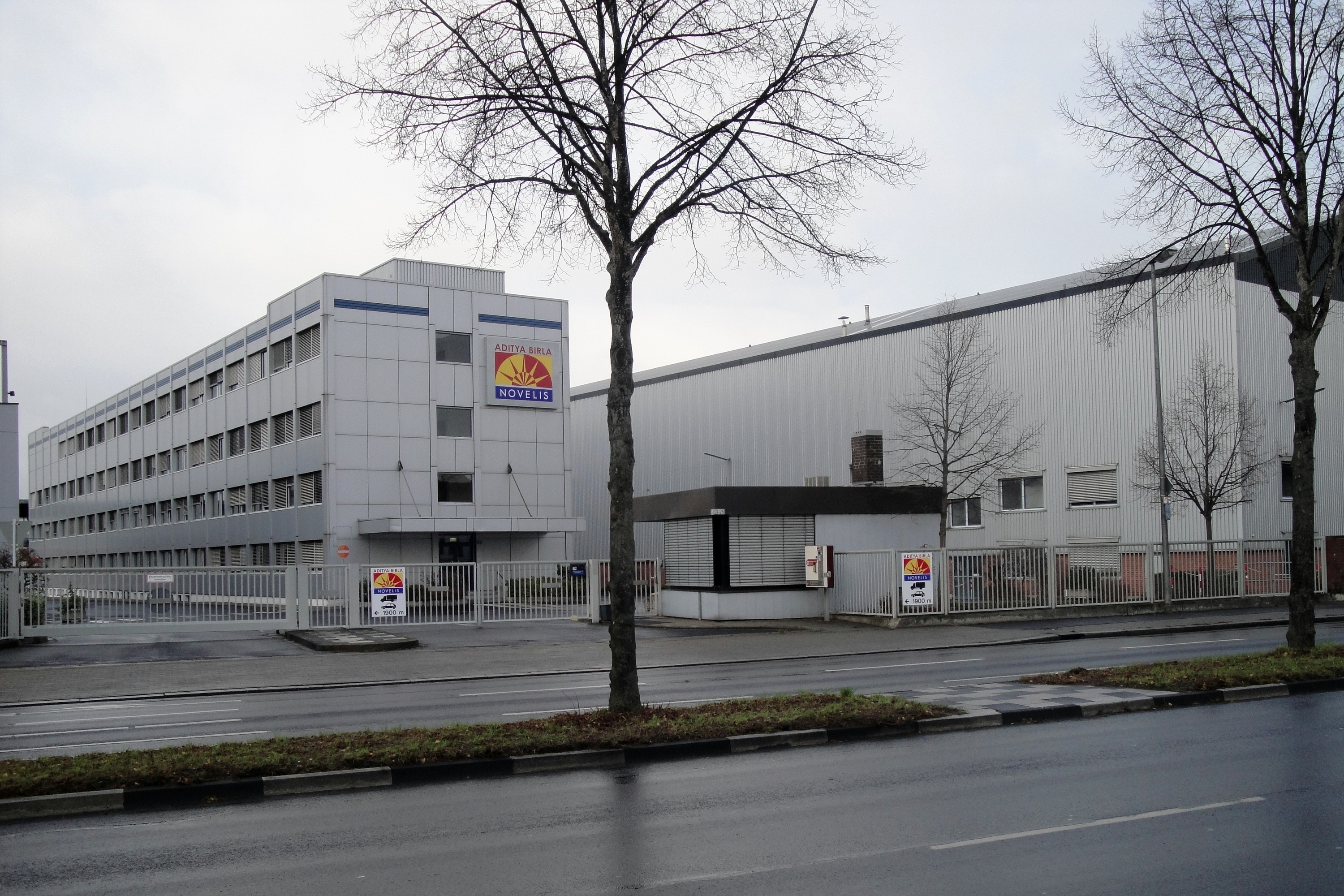
Aluminiumfabriek Novelis

De universiteit brengt met zich mee dat Göttingen veel werkgelegenheid biedt in de dienstverlenende sector. Daarnaast is het hoofdkantoor van een middelgrote Duitse bank er gevestigd. De universiteit beschikt over een sterrenwacht.
Göttingen is echter ook een industriestad.
Grote industriële bedrijven in de stad zijn Sartorius AG (meet- en weegapparatuur) en Novelis (aluminium producten). De aanwezigheid van de universiteit heeft ook andere fabrikanten van laboratoriumapparatuur en -benodigdheden ertoe gebracht, te Göttingen een vestiging te openen.
Een in 1928 opgericht, ten dele in het vervoer wereldwijd van breekbare, delicate voorwerpen gespecialiseerd groot transportbedrijf, dat zich daarom niet toevallig te Göttingen heeft gevestigd, is Zufall Spedition.

## Cultuur

### Bezienswaardigheden, natuurschoon
- Het stadhuis van Göttingen
- Talrijke musea, waarvan de meeste in samenwerking met de universiteit tot stand zijn gekomen, waaronder:
  - Kunstmuseum in het Alte Auditorium, beeldende kunst van 1500 tot de 21e eeuw; het museum bezit o.a. één aan Rembrandt van Rijn toegeschreven schilderij, alsmede werk van Albrecht Dürer, Sandro Botticelli en Emil Nolde
  - Geo-science Museum (Geowissenschaftliche Museum), met collecties inzake o.a. geologie
  - Etnologisch museum
  - Drie botanische tuinen, waarvan er één voor het publiek toegankelijk is
  - Het stedelijk(Städtische) museum, dat de geschiedenis van Göttingen behandelt, gevestigd in de voormalige ridderlijke woning van de Heren van Hardenberg (Hardenberger Hof am Ritterplan)
- Talrijke oude kerken, zie afbeeldingen hieronder
- Het heuvelachtige, beboste Göttinger Wald met de op circa 10 km ten oosten van de stad gelegen heuvel Harzblick (428 m boven zeeniveau)
- Ruïne Plesseburg circa 8 km ten noorden van de stad

Afbeeldingen
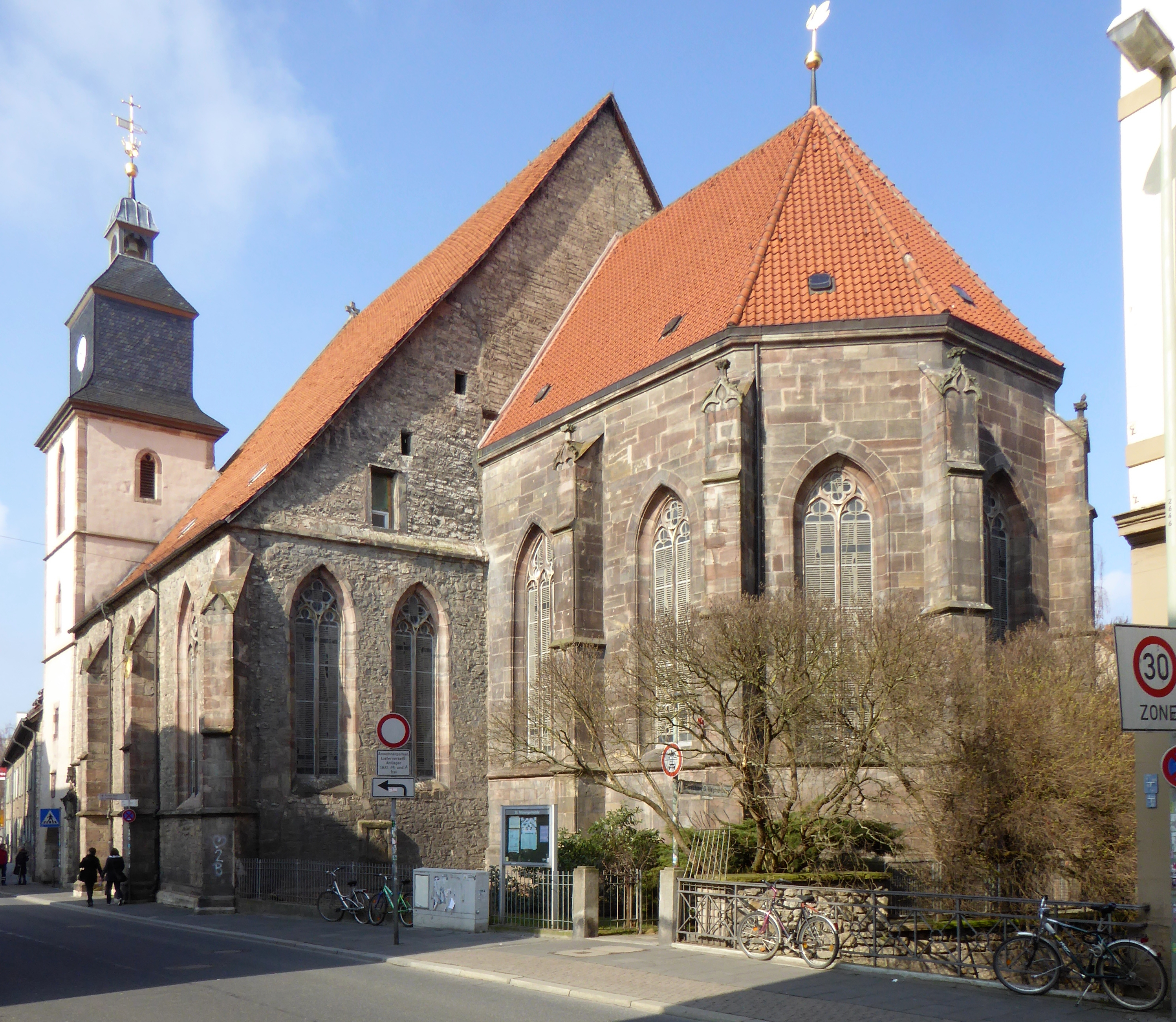
De uit 1290 daterende, gotische Mariakerk (evang.-luthers), met in het interieur een retabel uit 1542
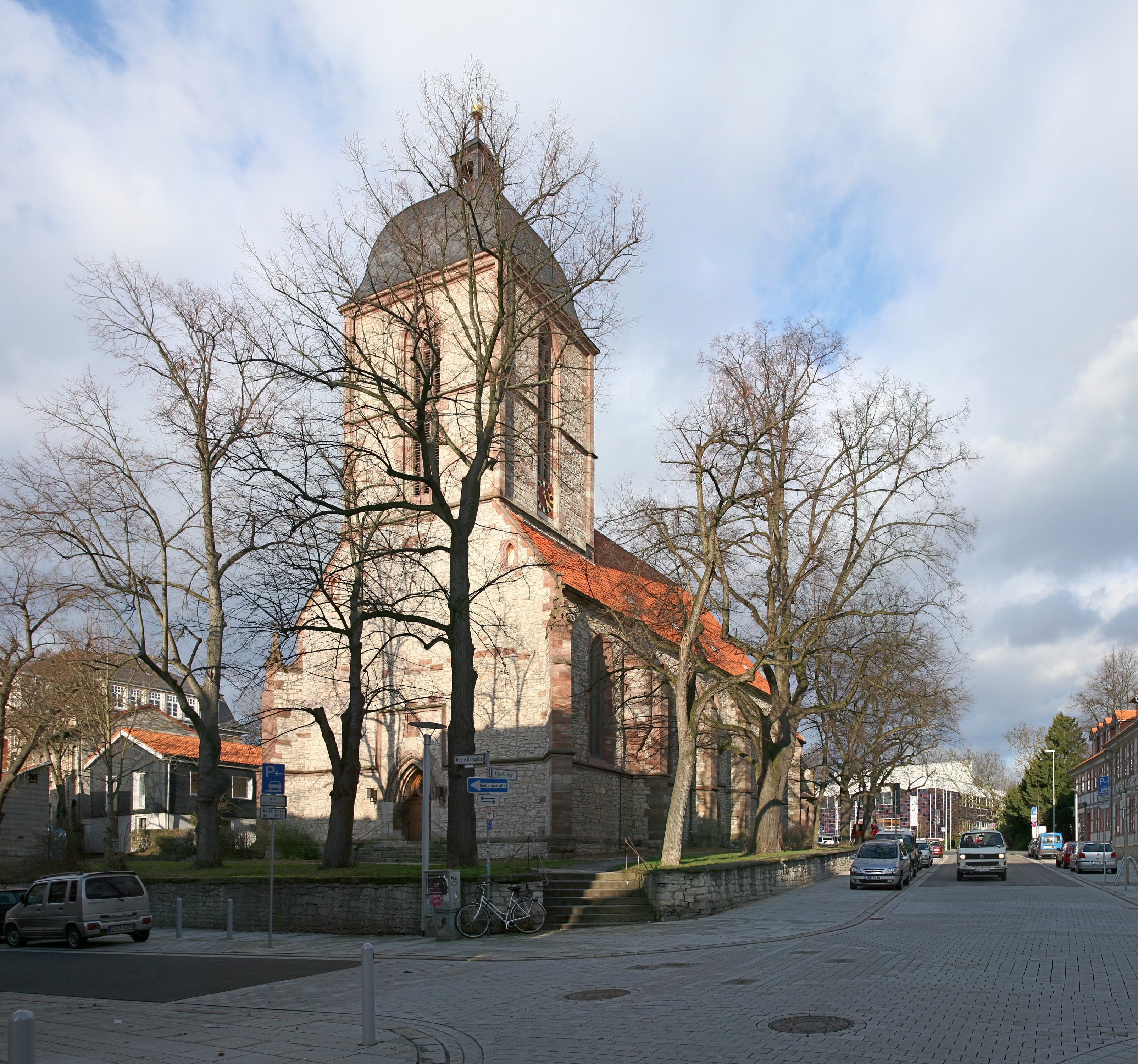
15e-eeuwse, gotische St. Albanuskerk (evang.-luthers), met in het interieur een retabel uit 1499
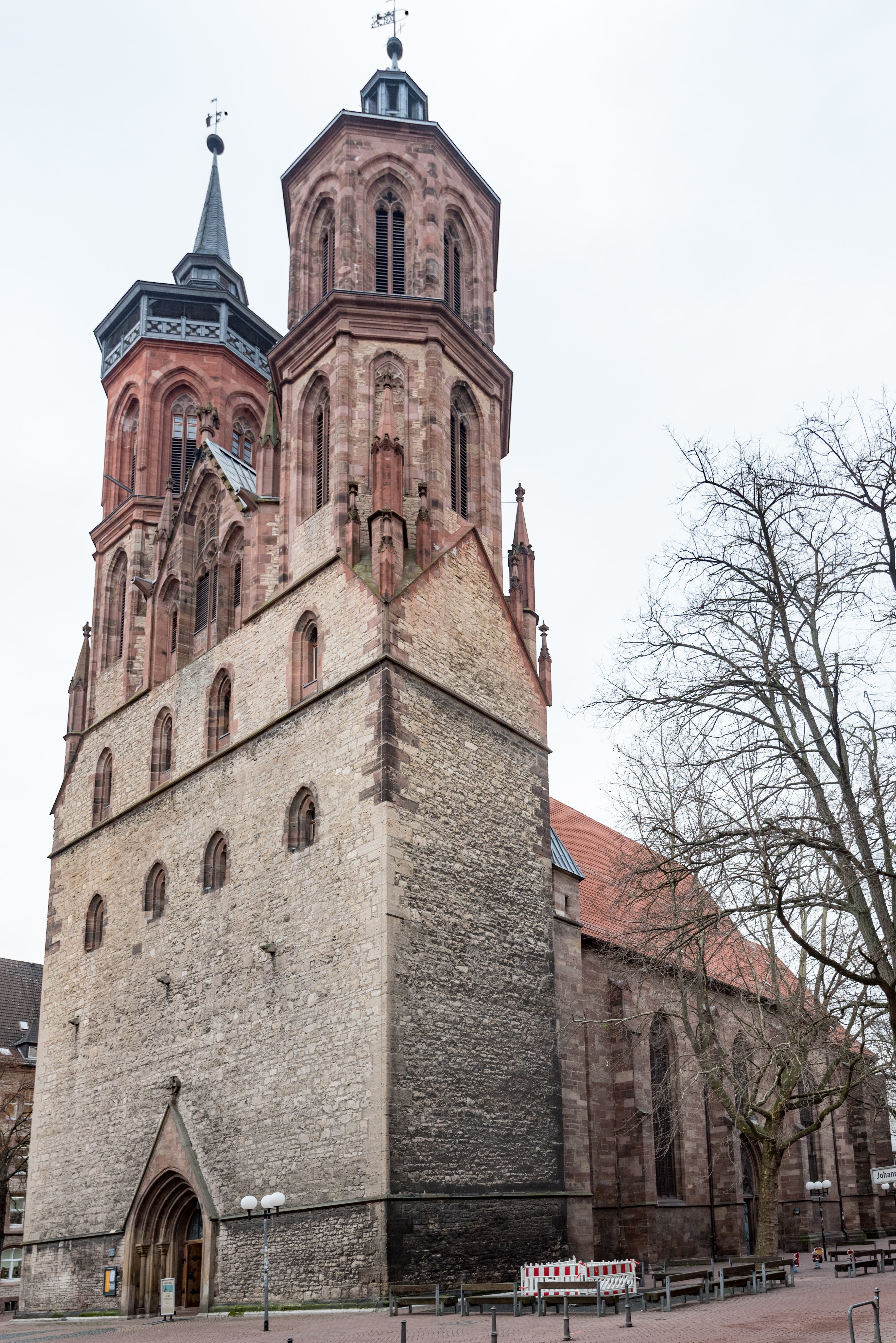
De 14e-eeuwse , aan Johannes de Doper gewijde, Johanniskirche
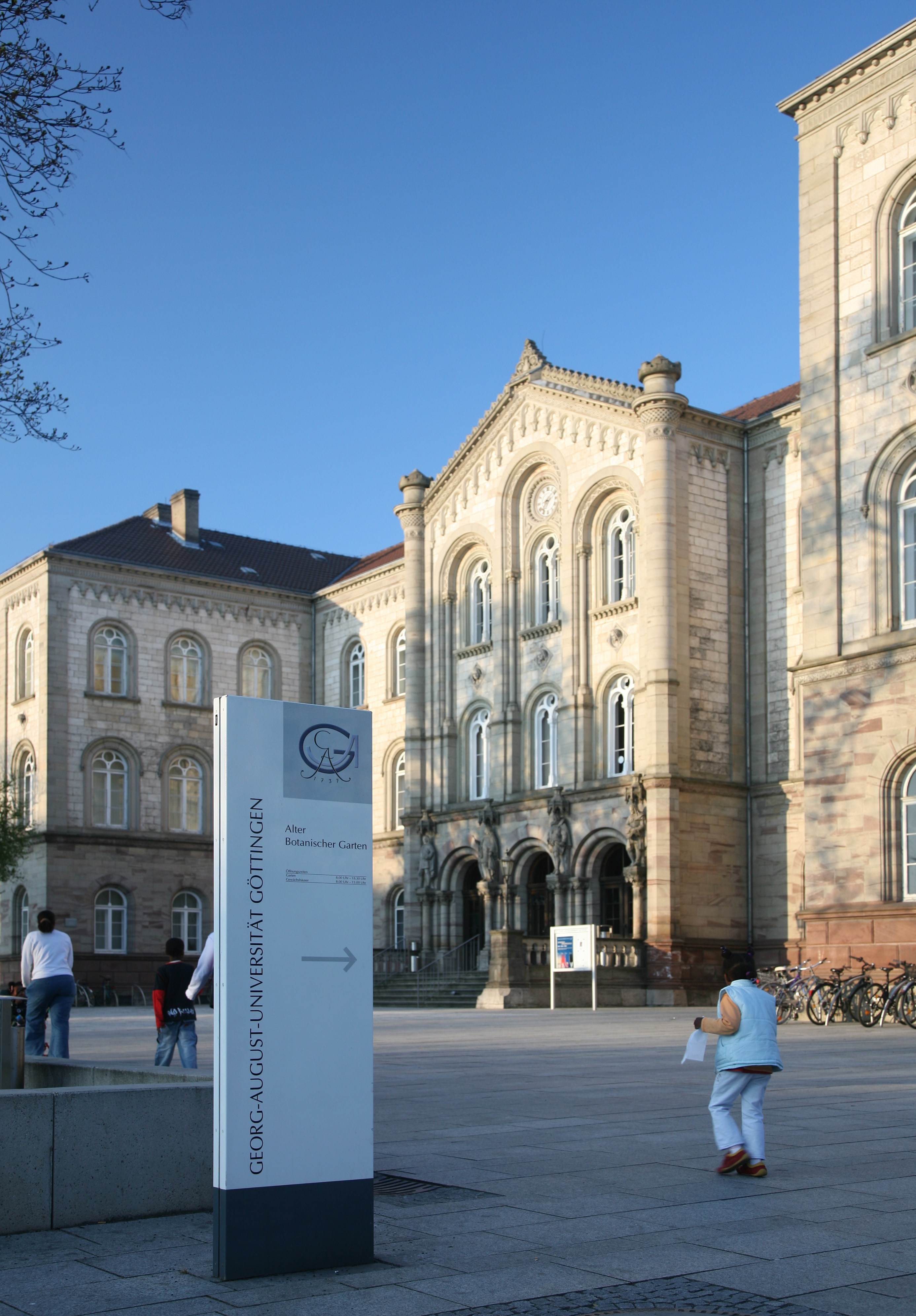
Universitair kunstmuseum Altes Auditorium
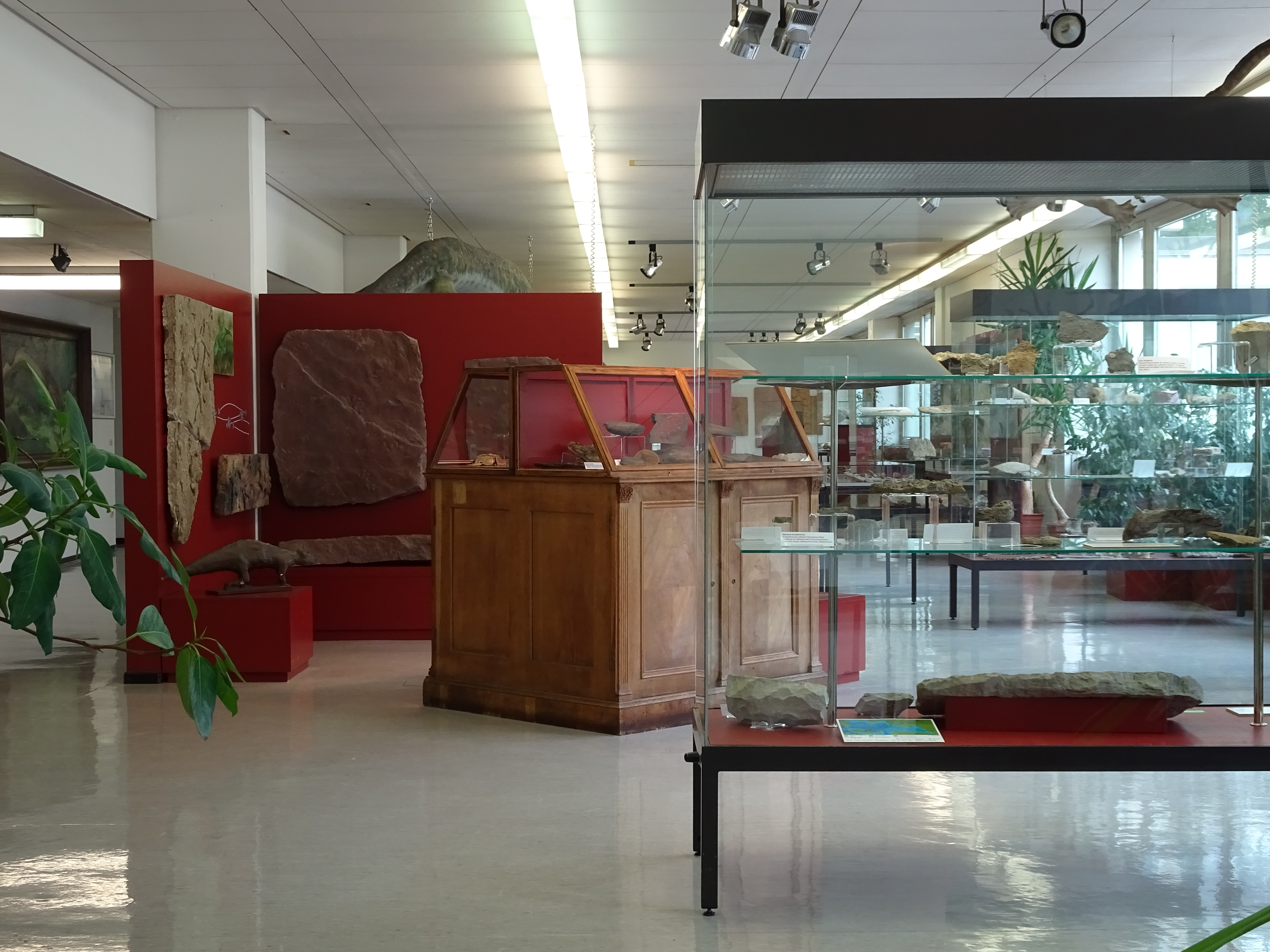
In het Geowissenschaftliche Museum
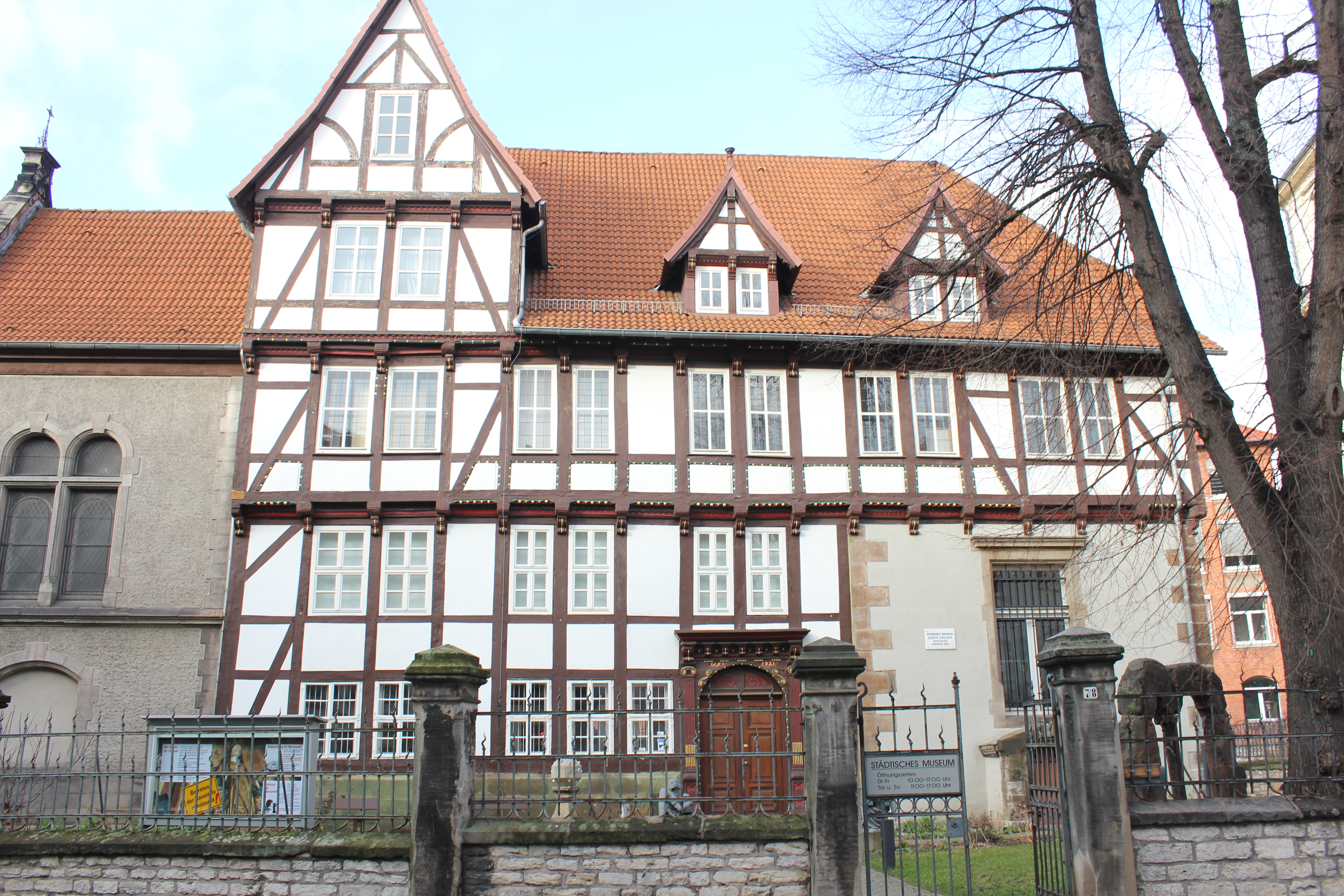
Stadtmuseum Göttingen
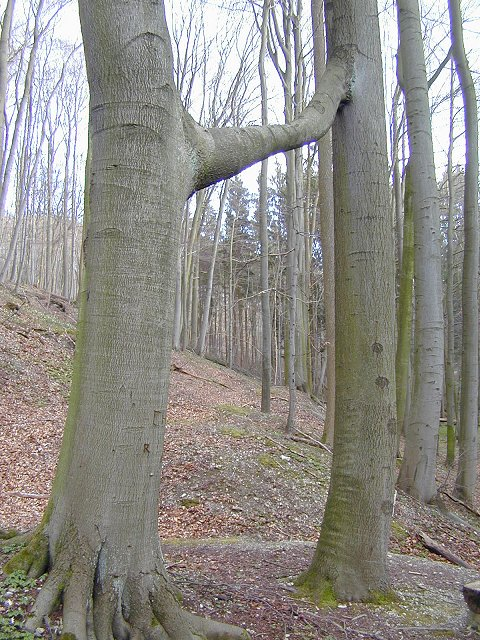
Broeder-en-zuster-beuken in het Göttinger wald

## Bekende inwoners van Göttingen

### Geboren
- Therese Huber-Heyne (1764-1829), journaliste en schrijfster
- Johannes Heinrich Schultz (1884-1970), neuroloog
- Bernhard Vogel (1932-2025), politicus
- Andreas Staier (1955), pianist en klavicinist
- Thomas Südhof (1955), Amerikaans biochemicus en Nobelprijswinnaar (2013)
- Herbert Grönemeyer (1956), zanger
- Sandra Nasić (1976), zangeres
- Maximilian Beister (1990), voetballer
- Leandro Putaro (1997), voetballer
- Ansgar Knauff (2002), voetballer

### Overleden
- Keizer Hendrik II de Heilige, Duits keizer, in 1024 in de Pfalz Grone overleden
- Carl Friedrich Gauss (1777-1855), wiskundige en natuurkundige
- Max Planck (1858-1947), natuurkundige en Nobelprijswinnaar (1918)
- David Hilbert (1862-1943), wiskundige